# Ismail Bouneb
Ismail Bouneb (Lille, Francia, 7 de junio de 2006) es un futbolista francés que juega de centrocampista en el Le Havre A. C. de la Ligue 1.

## Primeros años
Nacido en Lille, comenzó su carrera a los 5 años en el Olympique Marcquois. En 2013, fue admitido en la academia del reputado Lille O. S. C., pero quedó libre tras cuatro años. Regresó al Olympique Marcquois, donde pasó dos temporadas antes de ser fichado por el Valenciennes F. C. en 2019.

## Selección nacional
Nacido en Francia, es de ascendencia argelina. Optó por representar a Francia a nivel internacional. Fue convocado con la selección sub-17 de Francia para el Campeonato Europeo Sub-17 de la UEFA 2023. Fue titular en cuatro partidos durante el torneo, incluido el partido final, en el que Francia cayó derrotada ante Alemania en la tanda de penaltis tras empatar a 0-0 en el tiempo reglamentario.
Participó en la Copa Mundial de Fútbol Sub-17 de 2023 con la selección sub-17 de Francia. En el partido de cuartos de final contra Uzbkistan, marcó el único gol del partido que dio la victoria a Francia. En el siguiente partido, marcó el gol de la victoria por 2-1 contra Malí para ayudar a Francia a clasificarse para una final de la Copa Mundial de Fútbol Sub-17 por primera vez desde 2001.

## Estadísticas

### Clubes
Actualizado al último partido disputado el 16 de diciembre de 2023.
| Club                          | Div.          | Temporada     | Liga  | Liga  | Liga   | Copas nacionales | Copas nacionales | Copas nacionales | Copas internacionales | Copas internacionales | Copas internacionales | Total | Total | Total  |
| Club                          | Div.          | Temporada     | Part. | Goles | Asist. | Part.            | Goles            | Asist.           | Part.                 | Goles                 | Asist.                | Part. | Goles | Asist. |
| ----------------------------- | ------------- | ------------- | ----- | ----- | ------ | ---------------- | ---------------- | ---------------- | --------------------- | --------------------- | --------------------- | ----- | ----- | ------ |
| Valenciennes F. C. II Francia | 5.ª           | 2023-24       | 8     | 1     | 0      | —                | —                | —                | —                     | —                     | —                     | 8     | 1     | 0      |
| Valenciennes F. C. II Francia | Total club    | Total club    | 8     | 1     | 0      | 0                | 0                | 0                | 0                     | 0                     | 0                     | 8     | 1     | 0      |
| Valenciennes F. C. Francia    | 2.ª           | 2023-24       | 1     | 0     | 0      | 0                | 0                | 0                | —                     | —                     | —                     | 1     | 0     | 0      |
| Valenciennes F. C. Francia    | Total club    | Total club    | 1     | 0     | 0      | 0                | 0                | 0                | 0                     | 0                     | 0                     | 1     | 0     | 0      |
| Le Havre A. C. Francia        | 1.ª           | 2024-25       | 0     | 0     | 0      | 0                | 0                | 0                | —                     | —                     | —                     | 0     | 0     | 0      |
| Le Havre A. C. Francia        | Total club    | Total club    | 0     | 0     | 0      | 0                | 0                | 0                | 0                     | 0                     | 0                     | 0     | 0     | 0      |
| Total carrera                 | Total carrera | Total carrera | 9     | 1     | 0      | 0                | 0                | 0                | 0                     | 0                     | 0                     | 9     | 1     | 0      |

## Palmarés
Francia sub-17
- Subcampeón del Campeonato de Europa de la UEFA Sub-17: 2023[11]
- Subcampeón de la Copa Mundial de Fútbol Sub-17: 2023[12]